# Чад (присілок)
Чад (рос. Чад, башк. Яңауыл) — присілок у складі Аскінського району Башкортостану, Росія. Входить до складу Мутабашівської сільської ради.
Населення — 44 особи (2010; 47 у 2002).
Національний склад:
- башкири — 98 %